# Debata pomiędzy Donaldem Tuskiem a Jarosławem Kaczyńskim
Debata pomiędzy Donaldem Tuskiem a Jarosławem Kaczyńskim – debata polityczna przeprowadzona 12 października 2007 przed wyborami parlamentarnymi w studiu Telewizji Polskiej. Była to ostatnia debata tych polityków przynajmniej do roku 2023. Jest uznawana za kluczowe wydarzenie, mające następstwa w polityce wewnętrznej Polski.

## Sytuacja polityczna
Wybory parlamentarne rozpisano po skróconej kadencji Sejmu, miały się odbyć 21 października 2007. Wówczas rządy sprawowała koalicja Prawa i Sprawiedliwości, Samoobrony RP i Ligi Polskich Rodzin. Jarosław Kaczyński był wówczas urzędującym premierem i szefem PiS, a Donald Tusk liderem Platformy Obywatelskiej. Prezes PiS początkowo odmawiał debaty z przewodniczącym PO i zmierzył się 1 października w debacie z byłym prezydentem Aleksandrem Kwaśniewskim – przewodniczącym rady programowej Lewicy i Demokratów oraz kandydatem tej koalicji na premiera (15 października debatę z nim odbył także Tusk).

## Przebieg debaty
Debata odbyła się na 9 dni przed wyborami i była transmitowana przez TVP2, TVN24, TV Biznes, radiową Jedynkę, a także była dostępna w internecie. Debata była podzielona na trzy części, uczestnicy mieli wyznaczony czas: 30 sekund na zadanie pytania, 90 sekund na odpowiedź, 30 sekund na ripostę.

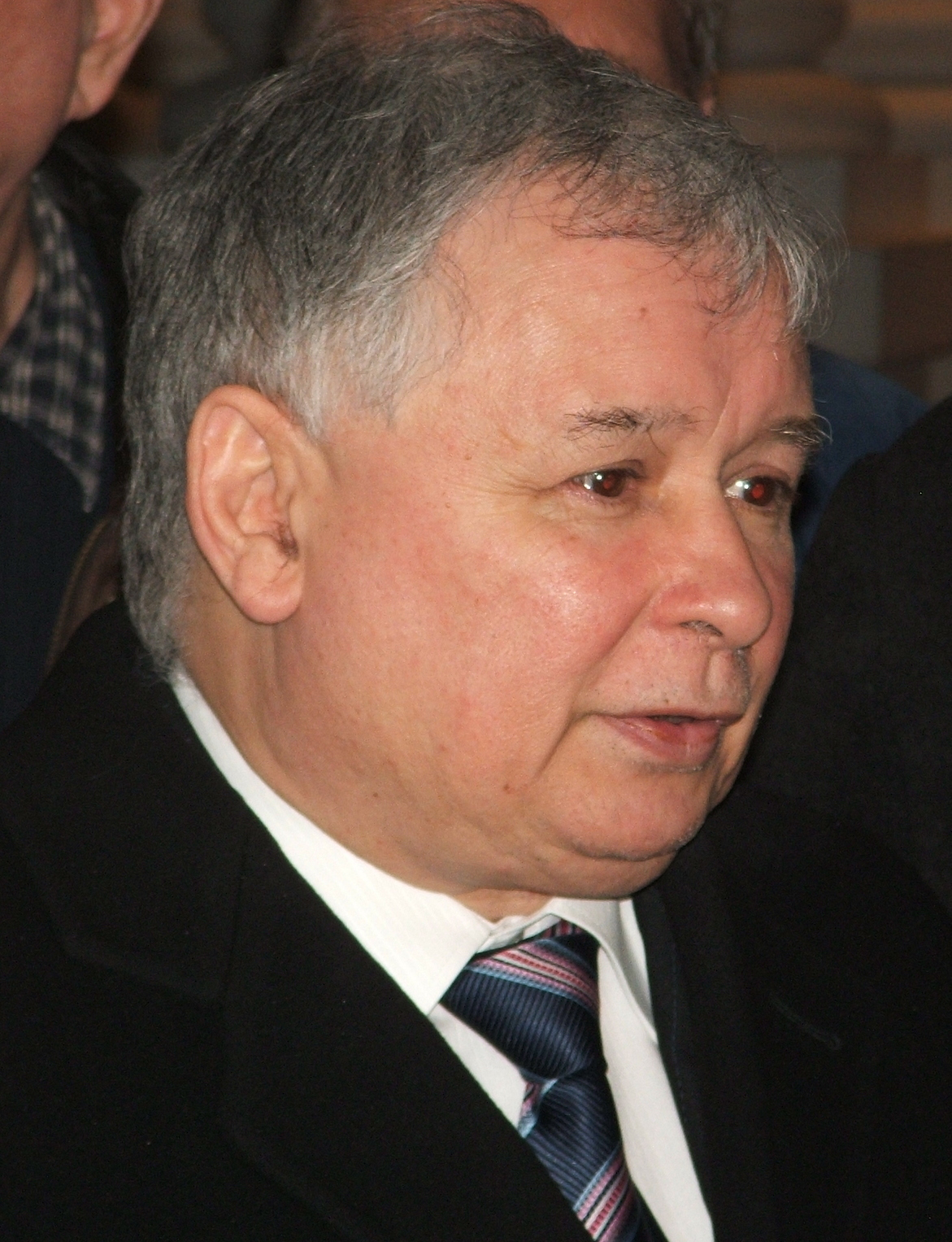
Jarosław Kaczyński

### Pierwsza runda
Pierwszą rundę dotyczącą gospodarki prowadziła Joanna Wrześniewska-Zygier, pytając, co zrobić, by ludzie nie musieli emigrować i mieli godne życie w Polsce. W tej rundzie Jarosław Kaczyński przekonywał, że wskaźniki gospodarcze są dobre i należy zapobiec powrotowi do polityki, która była nastawiona wyłącznie na interesy grup najlepiej sytuowanych. Tusk odparł, że w ciągu dwóch lat rządów PiS 2 miliony Polaków wybrało liberalizm na Zachodzie i że Polacy uciekają od socjalizmu do liberalizmu oraz zaproponował zrobić Irlandię, Wielką Brytanię tutaj nad Wisłą. Tusk zapytał Kaczyńskiego również, czy wie, co podrożało w ciągu dwóch lat rządów Prawa i Sprawiedliwości, i w odpowiedzi na słowa Kaczyńskiego, że przy uwzględnieniu realnego wzrostu prac ceny wzrosły o 18%, Tusk podał inne wskaźniki – wzrost cen ziemniaków o 33%, jabłek – 83%, kurczaków o 56%.

### Druga runda
Druga część debaty, którą poprowadziła Monika Olejnik, dotyczyła polityki zagranicznej. Tusk oskarżył w niej Kaczyńskiego o spadek kompetencji dyplomacji, pogorszenie stosunków z Niemcami i Rosją i uległość wobec Stanów Zjednoczonych. Zarzucił, że złe relacje z tymi krajami wynikają z braku kompetencji dyplomacji. Przypomniał słowa Władysława Bartoszewskiego o „dyplomatołkach”. Kaczyński odpowiedział, że stosunki międzynarodowe są dobre, dodając: Pan jednocześnie, wielokrotnie zastanawiał się nad takimi problemami, czy Gdańsk jest polski, czy niemiecki. Zarzucił też Tuskowi „antypolskość”. Tusk zarzucił, że problemem PiS jest minister spraw zagranicznych Anna Fotyga.

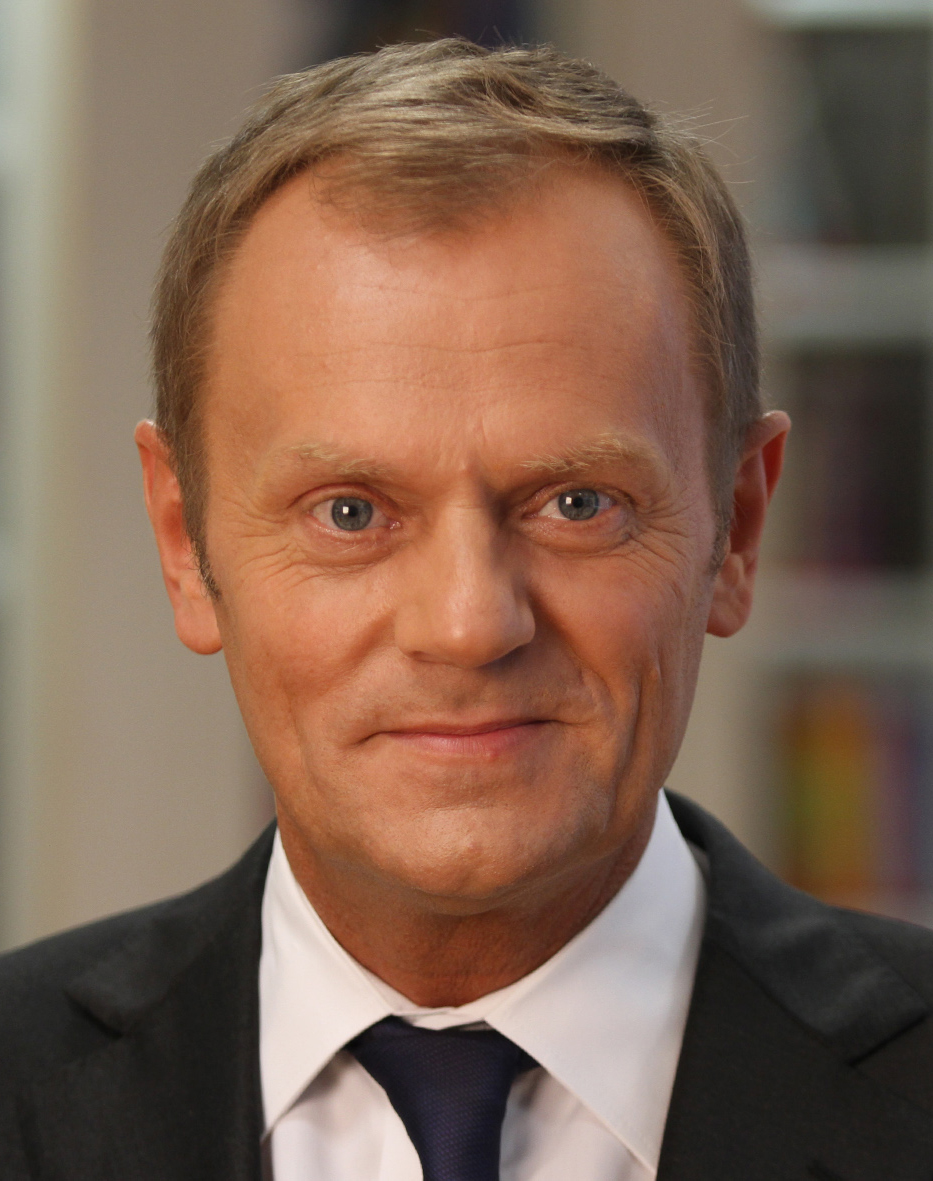
Donald Tusk

### Trzecia runda
Trzecia runda debaty była prowadzona przez Krzysztofa Skowrońskiego i dotyczyła spraw krajowych. Rozpoczęła się od pytania dziennikarza, czy obaj kochają Polskę, na co obaj odpowiedzieli twierdząco i odwoływali się do „Solidarności”, ich dzieciństwa i pracy. Następna część dyskusji dotyczyła korupcji, a także przerostu administracji. Czy [Kaczyński] ma odwagę patrzeć ludziom w twarz, Polakom, i przyznać się do tej zupełnie upiornej liczby 300 milionów złotych – zapytał Donald Tusk, mając na myśli kwotę wydaną na kancelarie prezydenta i premiera. Kaczyński odpowiedział, że w następnym roku Polacy będą płacili 31 miliardów złotych mniej podatków. Donald Tusk skontrował, że liczba urzędników państwowych wzrosła o 39 tys. ludzi i że tanie państwo okazało się fikcją. Tusk przywołał incydent, do którego miało dojść w latach 90. w windzie sejmowej. Według niego Kaczyński wyciągnął wtedy mały pistolecik i powiedział: Dla mnie ciebie zabić, to jak splunąć. Jarosław Kaczyński zaprzeczył, mówiąc, że nie było takiego wydarzenia.
Politycy zwracali się do siebie po imieniu, a także w jednej z sytuacji zdrobnieniami.

## Następstwa
Sondaż przeprowadzony po debacie przez GfK Polonia dla „Rzeczpospolitej” Donalda Tuska uznało za zwycięzcę 67 procent, zaś 33 procent przyznało zwycięstwo Jarosławowi Kaczyńskiemu. W sondażu Onetu przeprowadzonym 20 minut po debacie oddano 14,5 tys. głosów, z czego 83 proc. na Tuska, a 15 proc. na Kaczyńskiego. Eksperci w przytłaczającej większości (poza Jadwigą Staniszkis, która optowała za remisem) wskazywali na zwycięstwo Donalda Tuska.
W analizach naukowych wskazywano, że debaty, choć mają wpływ na wynik wyborów, nie reprezentują wysokiego poziomu merytorycznego, są pozbawione głębszych treści, nowych argumentów i pomysłów, a wynika to głównie z tego, że odbiorcy znają osoby biorące udział w debacie, poza tym debata podlega wielorakim ograniczeniom i nie pozwala na głęboką merytoryczną dyskusję.
W wyborach zwyciężyła Platforma Obywatelska, uzyskując 41,51 proc. głosów, przed Prawem Sprawiedliwością, na które zagłosowało 32,11 proc. wyborców. Niektórzy komentatorzy (np. Mirosław Oczkoś) twierdzą, że po debacie „Jarosław Kaczyński leczy traumę do dziś” (cytat z roku 2022).